# كازوهيرو كيوهارا
كازوهيرو كيوهارا (باليابانية: 清原和博) هو لاعب كرة قاعدة ياباني، ولد في 18 أغسطس 1967 في كيشيوادا في اليابان.

## وصلات خارجية
- كازوهيرو كيوهارا على موقع الدوري الياباني لكرة القاعدة (الإنجليزية)
- كازوهيرو كيوهارا على موقعبيزبول رفرنس.كوم (الدوري الثانوي) (الإنجليزية)